# Polenta

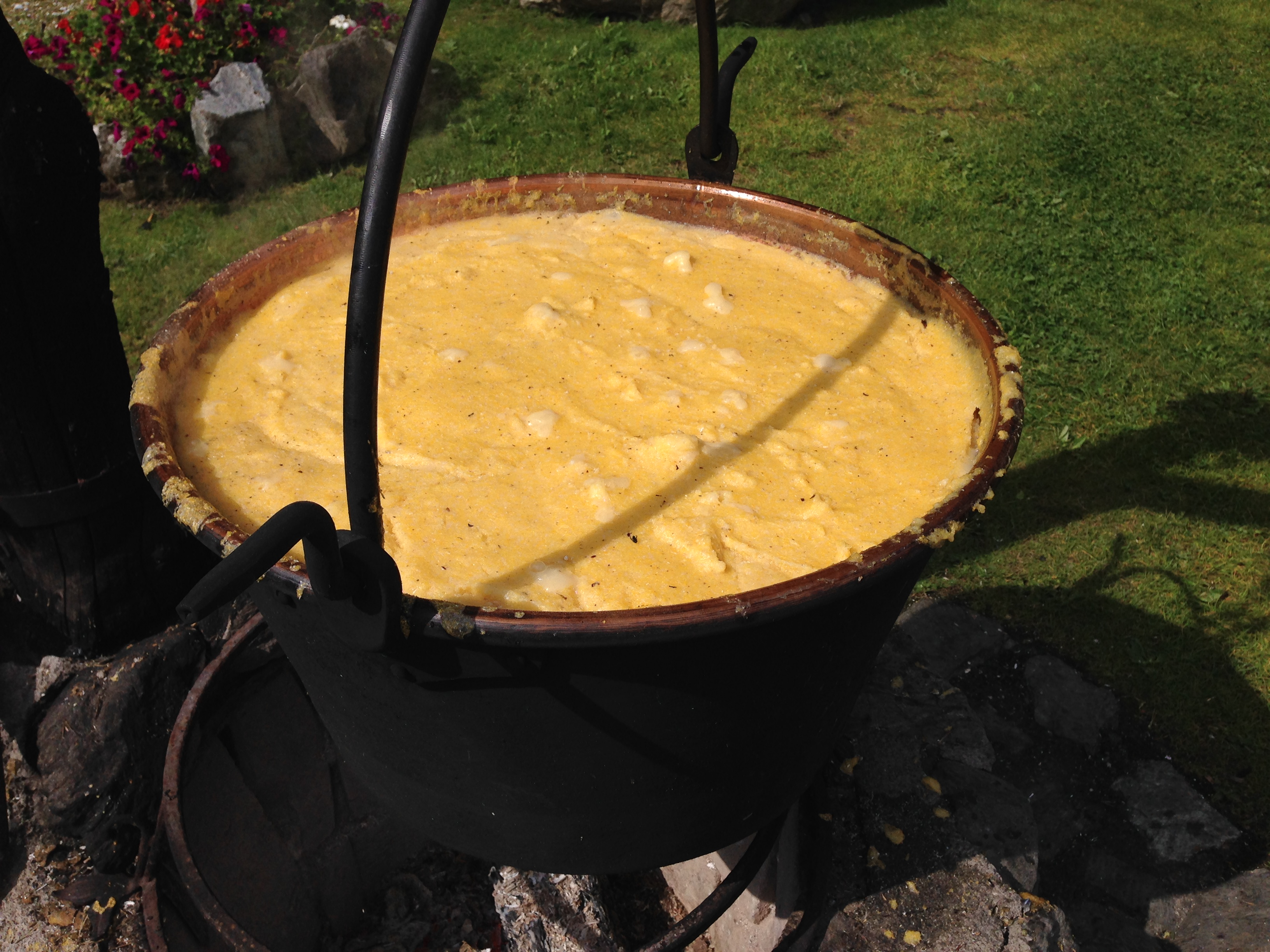
Polenta in paiolo

La polenta è un antico alimento rustico di origine italiana a base di farina di mais o altri cereali.
Pur essendo conosciuta nelle sue diverse varianti, pressoché sull'intero suolo italiano, ha costituito, in passato, l'alimento di base della cucina povera in varie zone settentrionali alpine, prealpine, pianeggianti e appenniniche di Lombardia, Veneto, Valle d'Aosta, Piemonte, Liguria, Trentino, Toscana, Emilia-Romagna e Friuli-Venezia Giulia, regioni nelle quali è piuttosto diffuso. La polenta è tradizionalmente cucinata anche nelle zone di montagna di Umbria e Marche, Abruzzo, Lazio e Molise.
Il cereale di base più usato in assoluto è il mais, importato in Europa dalle Americhe nel XVI secolo, che le dà il caratteristico colore giallo, mentre precedentemente era più scura perché la si faceva soprattutto con farro o segale, e più tardivamente anche con il grano saraceno, importato dall'Asia. Pur comparendo un esemplare di mais nell'Erbario di Ulisse Aldrovandi (Bologna, 1551), le prime testimonianze scritte di coltivazioni di mais in Italia fanno riferimento ai territori della Repubblica di Venezia. In un'annotazione alla seconda edizione del Delle navigationi et viaggi di Giovan Battista Ramusio (Venezia, 1554), commentando un testo del portoghese João de Barros (1496-1570), si afferma infatti che:
(Giovan Battista Ramusio, Delle navigationi et viaggi)

## Denominazione
È conosciuta anche come pulenta in Lombardia, polenda o pulenda, in Veneto come poenta, poulento in provenzale, echtinga nell'argot dei sabotiers di Ayas, puluntu in töitschu, polente in friulano.

## Diffusione

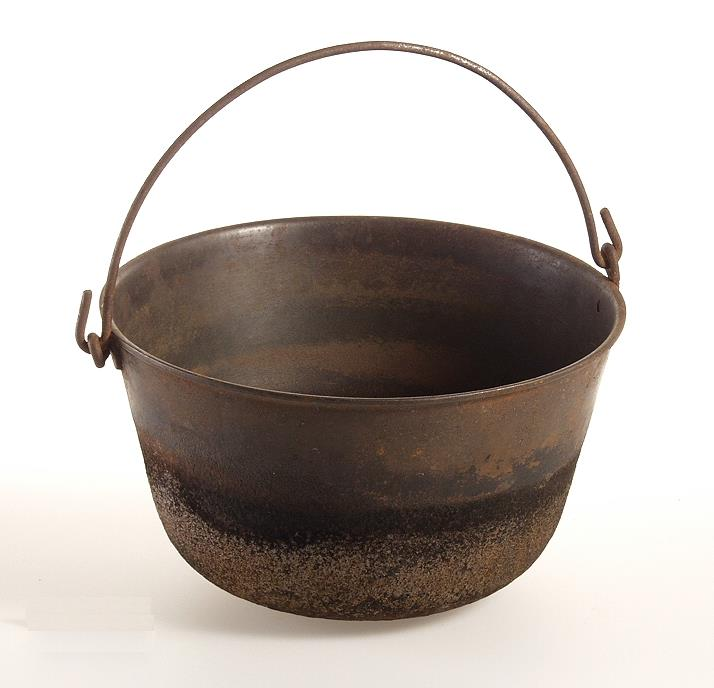
Paiolo dove veniva cotta la polenta, agganciato a una catena nel caminetto.

Con numerose varianti, è diffusa anche in Ungheria (puliszka), Malta (tgħasida - storico), nei territori francesi della Savoia e della Contea di Nizza, della Guascogna (cruchade) e della Linguadoca (milhàs), in Svizzera, Croazia (palenta, žganci o pura), Slovenia (polenta o žganci), Serbia (palenta), Romania (mămăligă), Bulgaria (kačmak), Georgia (ghomi), Albania (harapash), Corsica (pulenta o pulenda), Argentina e Uruguay (polenta), Brasile (polenta), Ucraina (culeša), Marocco tra le tribù berbere ("tarwasht"), Venezuela, Cile e Messico.
Nel libro Storia dei Vespri Siciliani di Michele Amari, l'autore scrive che durante uno degli assedi ai francesi (1282-1283) alle mura della città di Messina, le donne siciliane alimentavano i soldati con acqua e polenta (non di mais).

## Caratteristiche

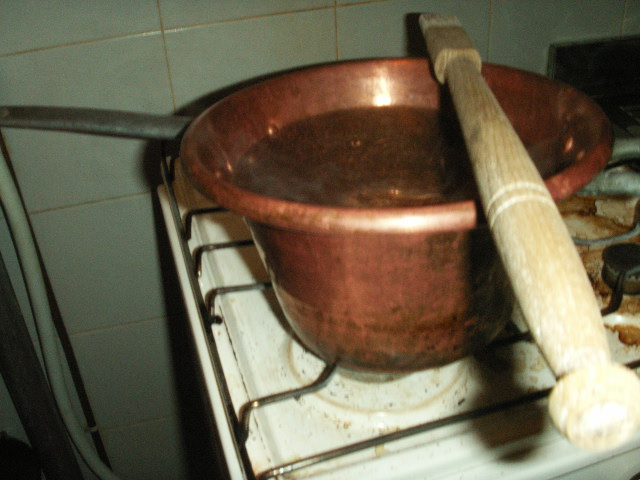
Paiolo e cannella per polenta.

Viene prodotta cuocendo a lungo un impasto semiliquido di acqua e farina (solitamente a grana grossa). La più comune in Europa è a base di mais, cioè la classica "polenta gialla". Questa si versa a pioggia nell'acqua bollente e salata, in un paiolo (tradizionalmente di rame), e si rimesta continuamente con un bastone di legno di nocciolo per almeno un'ora (si tenga presente che maggiore è il tempo di cottura, più digeribile è la preparazione; volendo un nota di tostatura intensa si può arrivare a un'ora e mezza circa).
Le proporzioni della ricetta classica (media morbidezza) sono: 1 litro di acqua, 250 grammi di farina, 10 grammi di sale. Chi la desidera più densa e compatta (dura) deve aumentare a 300 grammi circa la quantità di farina; all'inverso, invece, chi la vuole più molle deve usare 200 grammi circa; la quantità di sale va variata di conseguenza.
La farina da polenta è solitamente macinata a pietra ("bramata") più o meno finemente a seconda della tradizione della regione di produzione. In genere la polenta pronta viene presentata in tavola su un'asse circolare e viene servita, a seconda della sua consistenza, con un cucchiaio, tagliata a fette, con un coltello di legno o con un filo di cotone, dal basso verso l'alto.

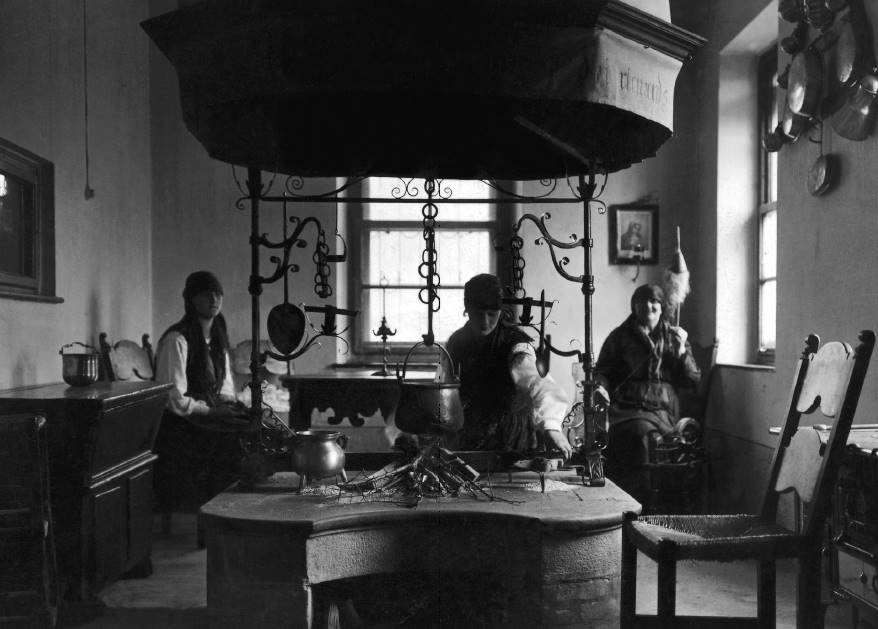
Preparazione tradizionale della polenta.

Il termine polenta deriva dal latino puls, una specie di polenta di farro (in latino far da cui deriva "farina") che costituiva la base della dieta delle antiche popolazioni italiche. I greci invece usavano solitamente l'orzo. Ovviamente, prima dell'introduzione del mais (dopo la scoperta dell'America), la polenta veniva prodotta esclusivamente con vari altri cereali come, oltre ai già citati orzo e farro, la segale, il miglio, il grano saraceno e anche il frumento, in misura minore, soprattutto in zone montane, si usano farine di castagne e di fagioli, dando origine a un impasto più dolce. Le polente prodotte con tali cereali sono più rare, specie in Europa.
Sonnante sostiene che il puls originario fosse costituito da una miscela che includeva semi di leguminose, forse anche spontanee. Esso sostiene che il termine inglese pulses, che indica i legumi in genere, origini infatti dal pre-romano pulus. L'etimologia inglese della parola conferma questa osservazione in quanto fa risalire il nome al XIII-XIV secolo per indicare genericamente i legumi, con probabile derivazione dal francese arcaico pols e dal greco antico poltos, col significato di zuppa spessa. A questo proposito è da notare che è in uso, soprattutto in alcune regioni del Sud Italia, una polenta a base di fave, con la quale si accompagnano verdure come ad esempio la cicoria.
Esistono in commercio farine di granoturco precotte, che permettono di cucinare la polenta riducendo il tempo di cottura a pochi minuti, naturalmente con sostanziali differenze di consistenza e sapore, rispetto alla polenta tradizionale.

## Storia della polenta in Italia

### Introduzione del mais in Europa e prime attestazioni in Italia
Cristoforo Colombo riporta in Europa il mais durante i suoi viaggi, e vive abbastanza a lungo da constatare come questo cereale sia già popolare, se, come riporta un suo contemporaneo, scrivendo a proposito delle popolazioni incontrate dal genovese, nota come queste facciano già il pane con esso .
Il famoso scambio colombiano porta, dunque, in Europa il mais prima ancora di comprendere come utilizzarlo. 
Il mais era infatti, nelle sue differenti preparazioni, la base dell’alimentazione delle grandi civilizzazioni americane e divenne ben presto anche quella dei colonizzatori.

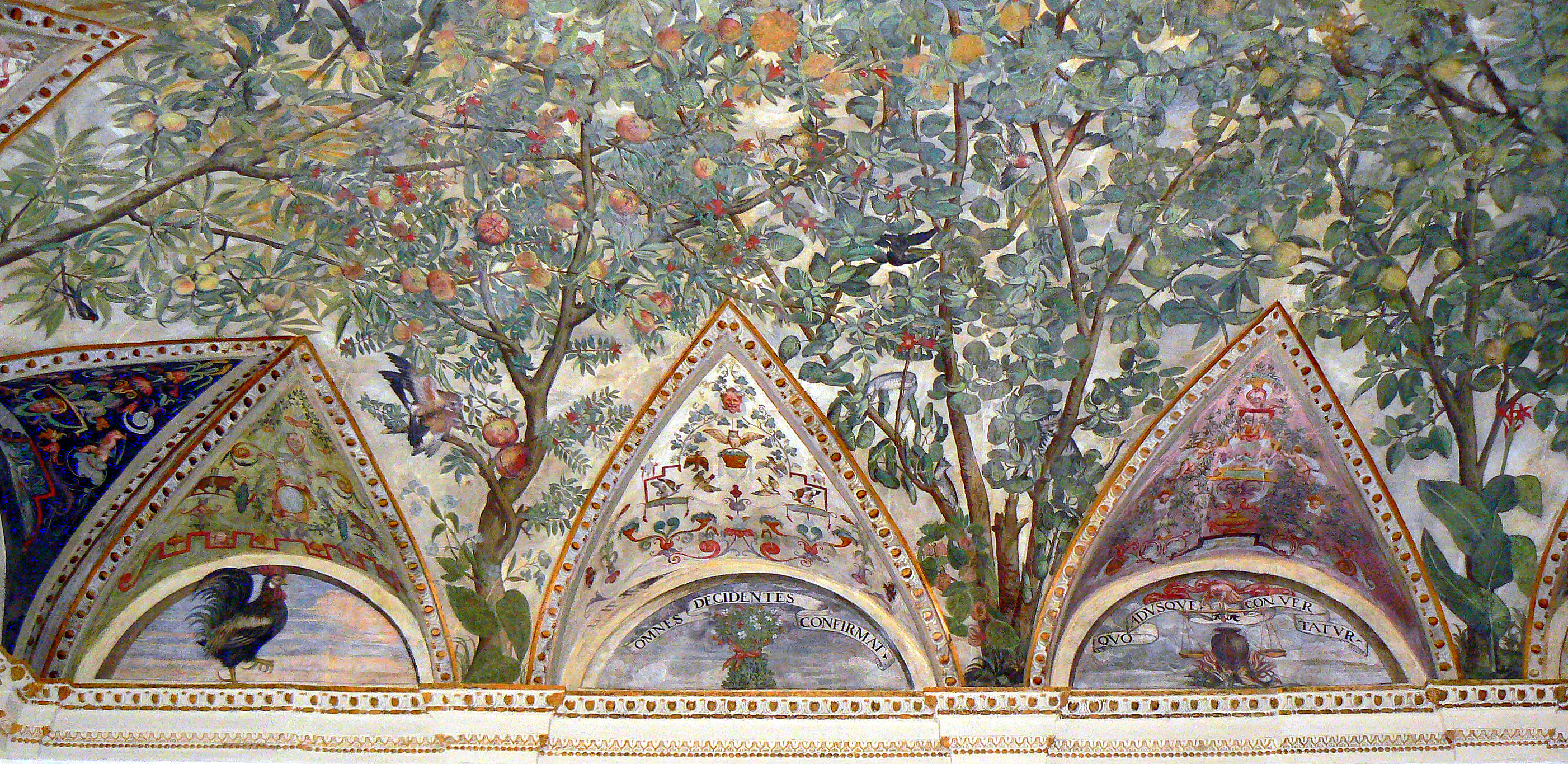
Sala a fogliami di Palazzo Grimani a Venezia

Nel giro di pochi decenni la presenza del mais viene attestata in varie parti del Veneto, a partire dalle tenute del conte Lunardo Emo nel trevigiano, entusiasta del nuovo cereale al punto che i suoi eredi lo faranno affrescare nella villa di famiglia a Fanzolo (TV)  negli anni 60 del XVI secolo dal pittore veronese Giovanni Battista Zelotti. Inoltre, sempre negli stessi anni, la pannocchia viene riprodotta da Camillo Mantovano sui soffitti della Sala a fogliami di Palazzo Grimani a Venezia, sempre negli anni 60 del XVI secolo. 

### Ragioni del successo della polenta in Italia
Il XVI secolo si apre all’insegna di una congiuntura economica negativa, causata dalle guerre (e tra questa quella dei Trent’anni in particolare), dalle epidemie (soprattutto la peste del 1630) e da numerose carestie causate da fenomeni atmosferici avversi e da raccolti discontinui (tra cui la cosiddetta piccola era glaciale). Il nuovo cereale, coltivato sino a quel momento in modo saltuario, ottiene un forte interesse sia da parte padronale (poteva esser usato per pagare i contadini o come merce di scambio sul mercato), che da parte dei lavoratori (i quali trovavano in esso un modo ulteriore per sfamarsi). Potremmo dire, quindi, che la crisi del Seicento sia stato uno dei principali driver che portarono il mais e la polenta, nel giro di un secolo, a diventare il principale nutrimento di una gran parte del Vecchio Continente, e dell’Italia in particolare.

#### Coltivazione residuale
Dal XVI secolo in poi il granoturco si espande a macchia d’olio, sino a divenire, nel secolo successivo, uno dei segni caratteristici del paesaggio rurale dell'Italia del nord, seppur il mais fu spesso coltivato nei campi al posto degli altri cereali: talora per ottenerne foraggio, piantandolo su terreni a maggese o negli orti. In entrambi i casi la sua presenza è poco percepibile nei documenti, che, mostrandoci soprattutto le coltivazioni che toccano l‘interesse dei proprietari, tendono a sorvolare su realtà produttive minori che non abbiano un corrispettivo nei loro introiti. Gli orti, in particolare, erano esenti da canone: il contadino poteva piantarvi ciò che voleva. E in effetti sembra che in tanti casi la coltivazione del mais abbia avuto inizio così: dissimulata, quasi furtiva, protetta dalle richieste padronali di decime e di canoni fondiari. Perfino sul piano terminologico il mais tende a nascondersi: i contadini gli danno nomi presi a prestito da altri cereali. Pare proprio, dunque, che una delle ragioni per la sua fortuna successiva sia stata proprio la sua “invisibilità” iniziale, che permetteva di nutrire senza estrarre troppo surplus sia in forma di tassazione che di prelievo padronale.. 

#### Surrogato del pane
I raccolti di grano e di grano turco, così come i loro prezzi, cominciano ad avere un andamento sempre più interrelato, dando l’impressione che l’uno, panificato, sia diventato il sostituto dell’altro, consumato sotto forma di polenta, seppur il prezzo del secondo sia costantemente inferiore a quello del primo  .

Un ulteriore punto di forza del mais, e di conseguenza della polenta, è dato dal suo potere nutritivo. Esso contiene molte più calorie per unità di peso rispetto al frumento: se si pone questo dato a fianco di quello relativo alle sue rese, si intuisce perché sia diventato in poche decine di anni il perfetto alleato dei contadini nella lotta contro la fame.

#### Grande necessità di manodopera

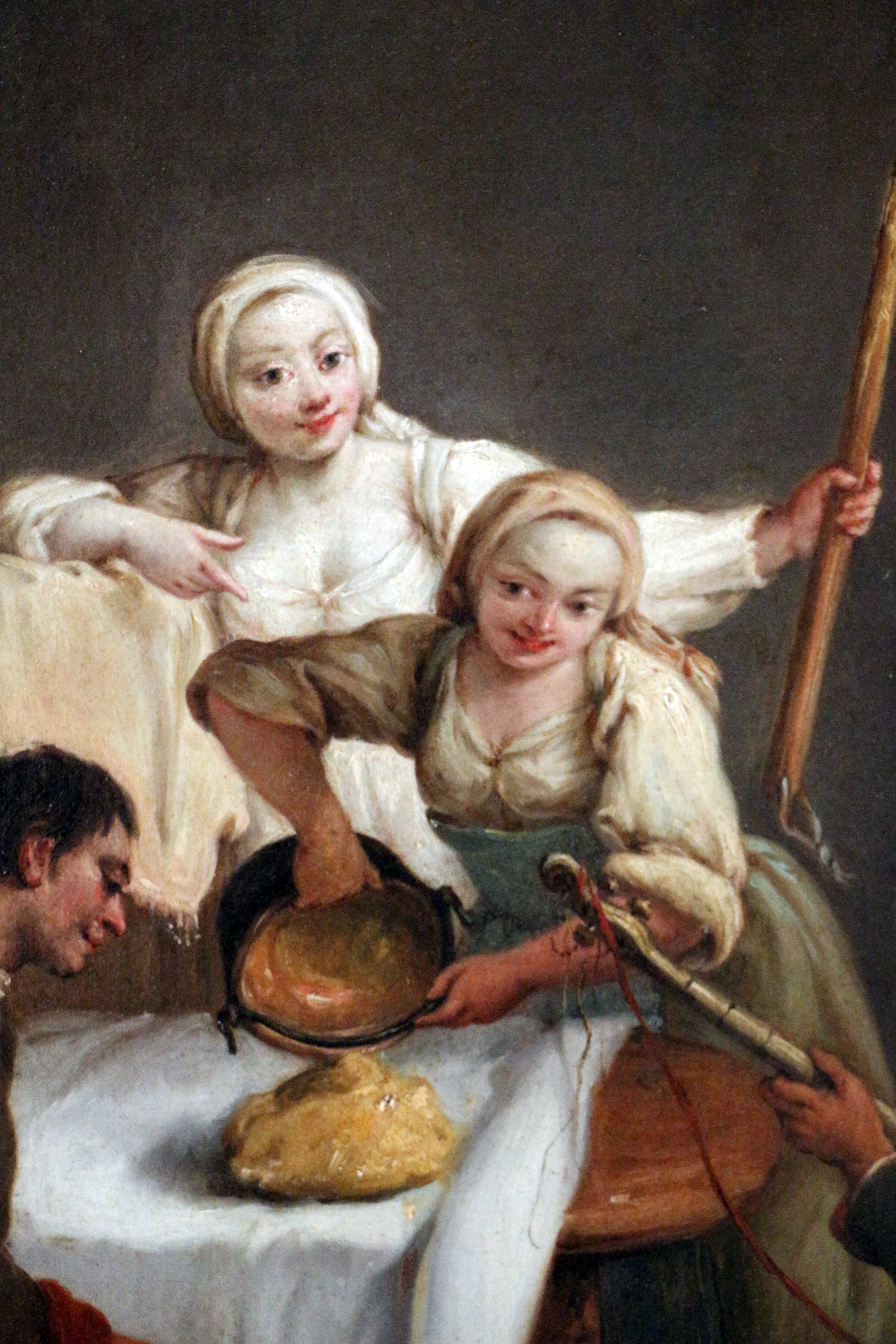
La polenta servita sulla tavola, dipinto di Pietro Longhi

La coltivazione, inoltre, è anche molto vorace in termini di manodopera: se a livello di aratura i metodi sono in linea con quelli usati per il frumento, essi iniziano molto presto (addirittura a Sandrigo, paese nel Vicentino, i contadini uscivano di casa verso le due di notte). Come in America Latina, dove grandi ammassi urbani di popolazione erano sostentati da preparazioni a base di mais, anche in Europa quest’ultimo (e la forma in cui veniva consumato, la polenta) ha portato ad un aumento demografico deciso e duraturo: da quando si diffuse con successo, ossia a fine del Seicento, diede lavoro e nutrimento a moltissime persone. In termini di coltivazione del cereale, di stoccaggio dello stesso, di preparazione per poterlo consumare e di consumo, la polenta metteva in moto delle catene di valore davvero imponenti, che davano lavoro a molte persone. In questo senso possiamo affermare che la grande necessità di manodopera richiesta per la produzione di polenta sia al tempo stesso causa e conseguenza del successo del mais in Europa.

#### Un gusto nuovo
L’idea di nutrirsi di un cibo di origine sconosciuta, di colori diversi a seconda del tipo di mais utilizzato, anche se in forme già note (soprattutto polenta, prodotti panificati in misura minore) fu una conquista che impiegò decenni per affermarsi, specialmente in zone come quelle dell’Europa centrale attraversate durante tutto il periodo da eserciti, anche di grosse dimensioni, che saccheggiavano le campagne e portavano malattie. In un simile contesto il suo gusto neutro diviene una delle leve che permisero alla polenta di imporsi trasversalmente nelle, assieme alle rese elevate (fino a dieci volte in più rispetto al frumento), della facilità di preparazione degli alimenti e della necessità di una maggior forza lavoro rispetto alla produzione del frumento (specialmente in un territorio densamente popolato), oltre che alla disponibilità di sale locale (e alla conseguente tassazione ad esso connessa).
In generale, il legame tra la fine delle carestie e l'introduzione del mais si può dare per assodato già nella letteratura del tempo, attenta sia a problemi economici (miglior modo di coltivare, ottimizzazione nella conduzione dei fondi, ciclo rotativo più redditizio… ad esempio in Padre Harasti di Buda) che ad un equilibrio tra le risorse disponibili e l‘aumento delle entrate (specialmente per migliorare la coltivazione delle colture più redditizie, quali la vite, si necessitavano braccia e lavoro umano, ad esempio in Adam Smith), per cui una diminuzione della mortalità per fame avrebbe certamente giovato al benessere dei ceti possidenti.

### La pellagra in Italia

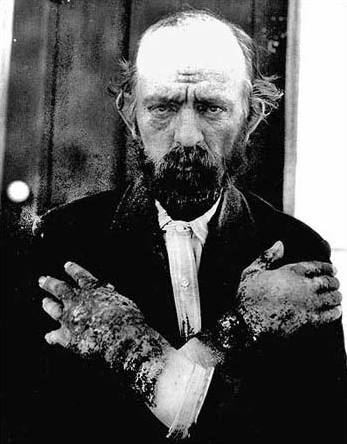
Un uomo affetto da pellagra

La polenta nell’Ottocento italiano assurge a simbolo della miseria contadina, una miseria che travalica i confini della condizione economica, e si fa condizione morale, specialmente dopo i primi casi di pellagra, dura e triste malattia (detta anche delle tre “d”, dermatite, diarrea e demenza). Chiamata già al tempo “mal del padrone” , a indicare come la sua causa principale risiedesse nell’avidità padronale, che espropriava il contadino del frutto del suo lavoro, la malattia risulta prediligere le zone a maggior presenza di piccola proprietà privata. La causa della pellagra ci è nota solo dal 1937, momento in cui la malattia era quasi scomparsa in tutta Italia. Ma la pellagra inizia già molto prima, almeno dalla fine del Settecento. 

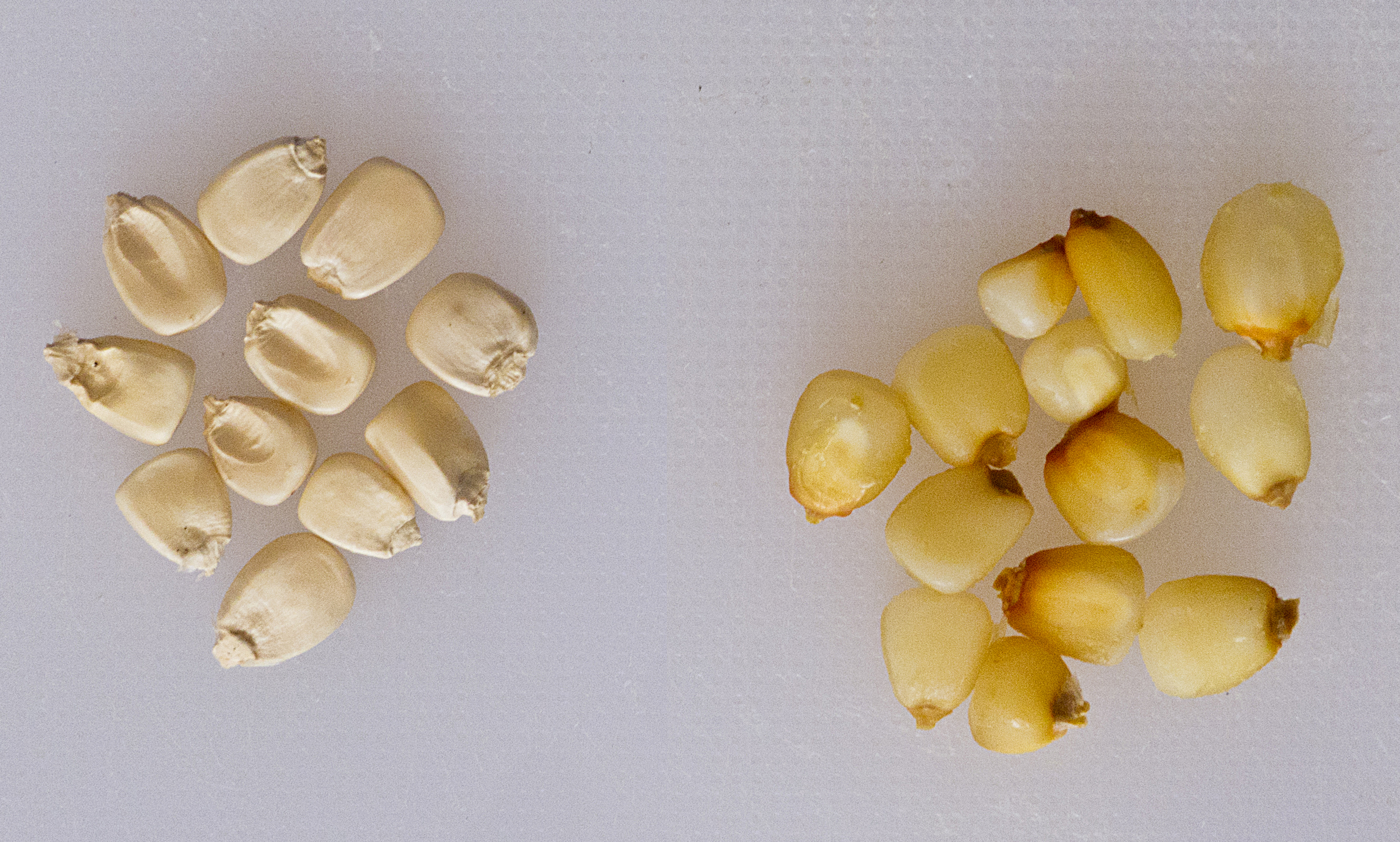
Chicchi di mais nixtamalizzati e non, a sinistra i primi

La carenza di niacina o vitamina PP, infatti, tipica dello Zea Mays non sottoposto al processo di nixtamalizzazione, può essere mitigata con l’apporto di cibi di diversa provenienza (i pellagrosari che nacquero nell’Ottocento, a partire da quello di Mogliano Veneto, furono in prima linea nella lotta alla malattia, trattata spesso con cambi di dieta radicali). Se gli anni successivi all’abolizione dell’odiata tassa sul macinato hanno lasciato una traccia nell’immaginario comune, il fatto in tutto il Veneto si consumasse principalmente polenta creò non pochi equivoci alle autorità se le stesse davano la colpa degli aumenti di prezzo o della diminuzione della qualità di quanto acquistato alle brame di guadagni di mugnai arricchiti rispetto all’incidenza delle imposte. Le sue geografie italiane, inoltre, combaciano quasi perfettamente con i territori di massima espansione della Repubblica Serenissima: è lì che i pellagrosi sono di più, con propaggini in Lombardia ed in Emilia. Per il Veneto, in particolare, le zone più colpite sono le provincie di Udine, Treviso, Padova e Vicenza, tutte terre in cui l’incidenza della mezzadria e della proprietà privata contadina erano più elevate che nel resto della regione. Sull’intero territorio del Regno d’Italia i pellagrosi erano 97.855 nel 1879 e ben 104.067 due anni dopo, per poi scendere del 30% nel 1899. Possiamo supporre che i territori in cui la pellagra ha mietuto più vittime siano stati anche quelli in cui il consumo pro capite di polenta sia stato più elevato.

### La polenta e gli emigranti
Possiamo anche trovare la polenta nelle ricette delle famiglie di emigrati nell’America del Sud, in special modo nella regione del Rio Grande do Sul brasiliano. Gli immigrati, dunque, anche a distanza di generazioni, rimangono fortemente attaccati alle proprie tradizioni e a quella della polenta in particolare, a dei ricordi di un passato che non è più il proprio, ma viene mitizzato dall’intero ceppo familiare.

## Ricette e varianti regionali in Italia

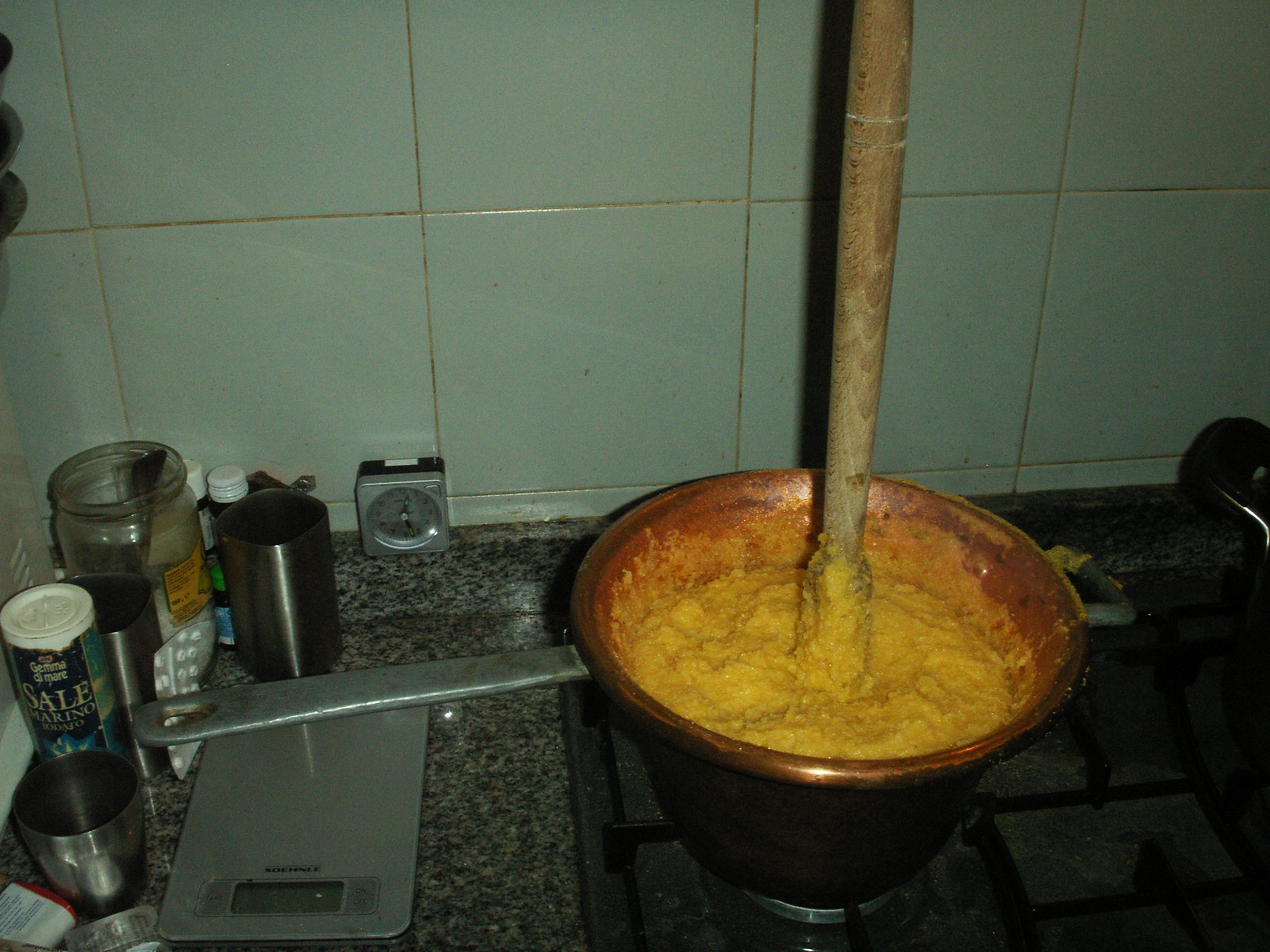
La cannella sta su quando la polenta è cotta.

La polenta si accompagna molto bene al burro, ai formaggi molli e ai piatti che contengono molto sugo, in generale carni in umido.

## Tarello

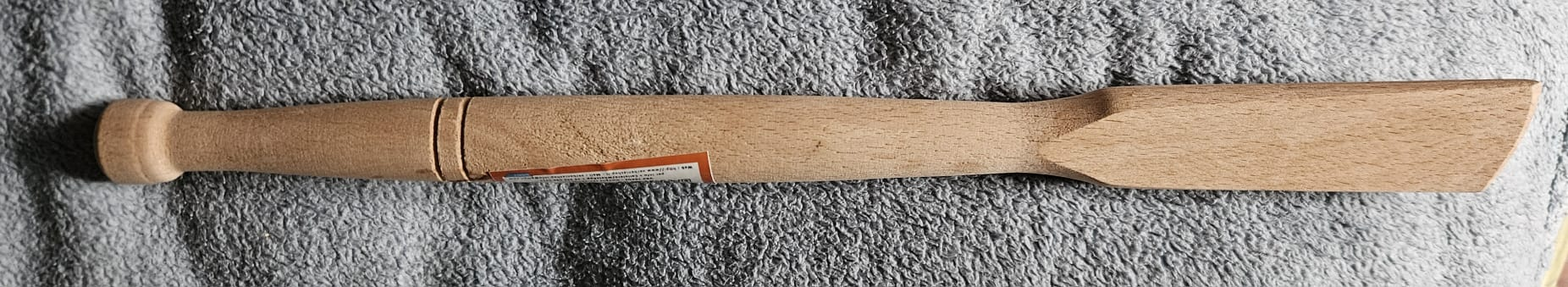
Tarello per girare la polenta

- La polenta taragna,
in molte zone conosciuta semplicemente come "taragna", è una ricetta tipica della cucina Valtellinese, ma è molto conosciuta anche nel Lecchese, nel Comasco, nella Bergamasca, nel Bresciano e nel Canavese. Il suo nome deriva dal tarai (tarell, in lingua lombarda) cioè il tarello, un lungo bastone ligneo usato per mescolarla all'interno del paiolo di rame in cui viene preparata. Come altre polente della montagna lombarda (ad esempio la pulénta vüncia, polenta uncia cioè unta, in lingua lombarda), è preparata con una miscela di farine contenente farina di grano saraceno, che le conferisce il tipico colore scuro, diversamente dalle preparazioni nella maggior parte delle altre regioni, che utilizzano un solo tipo di farina, ottenendo quindi una polenta gialla. A differenza dell'uncia, nella polenta taragna il formaggio viene incorporato durante la cottura.

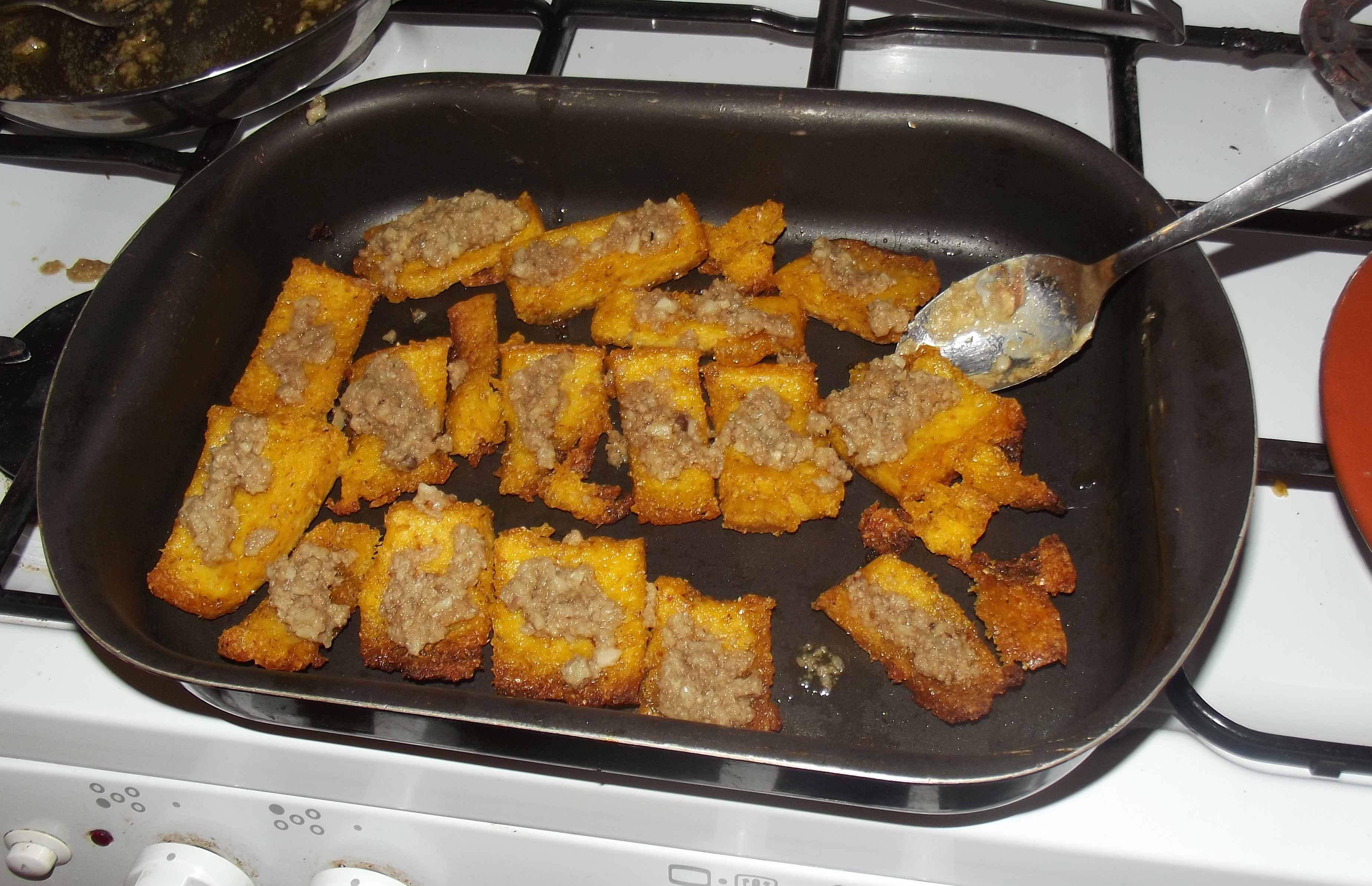
Polenta al forno con bagna càuda.

- La polenta cròpa,
in lingua lombarda, è una variante della "taragna", originaria di Val d'Arigna, situata al centro delle Alpi Orobie valtellinesi. La sua particolarità è quella di essere cotta nella panna e di esser fatta con farina di grano saraceno, patate schiacciate e formaggio.
- La polenta concia (concia, italianizzazione del termine lombardo/piemontese consa, cioè acconciata, condita),
è uno dei più noti piatti tipici valdostani e biellesi. Molto indicata per riempire e scaldare nelle giornate fredde, è conosciuta anche come "polenta grassa". Alla farina di mais viene aggiunto formaggio fuso d'alpeggio. Non si tratta di una ricetta rigida, ma viene tendenzialmente preparata fondendo, a fine cottura, dei cubetti di fontina e/o toma e/o latte e/o burro.
  - nella variante valdostana, quasi a fine cottura vengono versati nel paiolo: fontina, toma di Gressoney e burro.
  - nella variante biellese, il burro viene aggiunto nel paiolo, insieme con la toma o il maccagno. Dal paiolo la polenta concia si versa nel piatto a mestolate, aggiungendovi poi sopra abbondante burro fuso.
- La pulenta uncia,
cucinata nelle zone del lago di Como. Dopo aver preparato la polenta con un misto di farina di mais e grano saraceno nel paiolo, la si mischia a un soffritto di abbondante burro, aglio e salvia con del formaggio tipico semüda o un semigrasso d'alpeggio fino a ottenere un composto omogeneo, da qui il termine voncia, uncia, che in lingua lombarda vuol dire "unta".
- Il tóch,
cucinato nelle zone del lago di Como. È una polenta fatta da farina gialla (farina di mais), acqua, burro e formaggi freschi locali che si consuma servendosi unicamente di un cucchiaio di legno e delle mani.
- La pult,
è una polentina molto molle preparata sempre sul lago di Como mischiando farina di mais e di frumento. Viene cucinata soprattutto d'estate e la si mangia intinta nel latte freddo.
- La polenta e bruscitti,
è un piatto tipico del Varesotto e dell'Alto Milanese a base di polenta e carne sminuzzata.

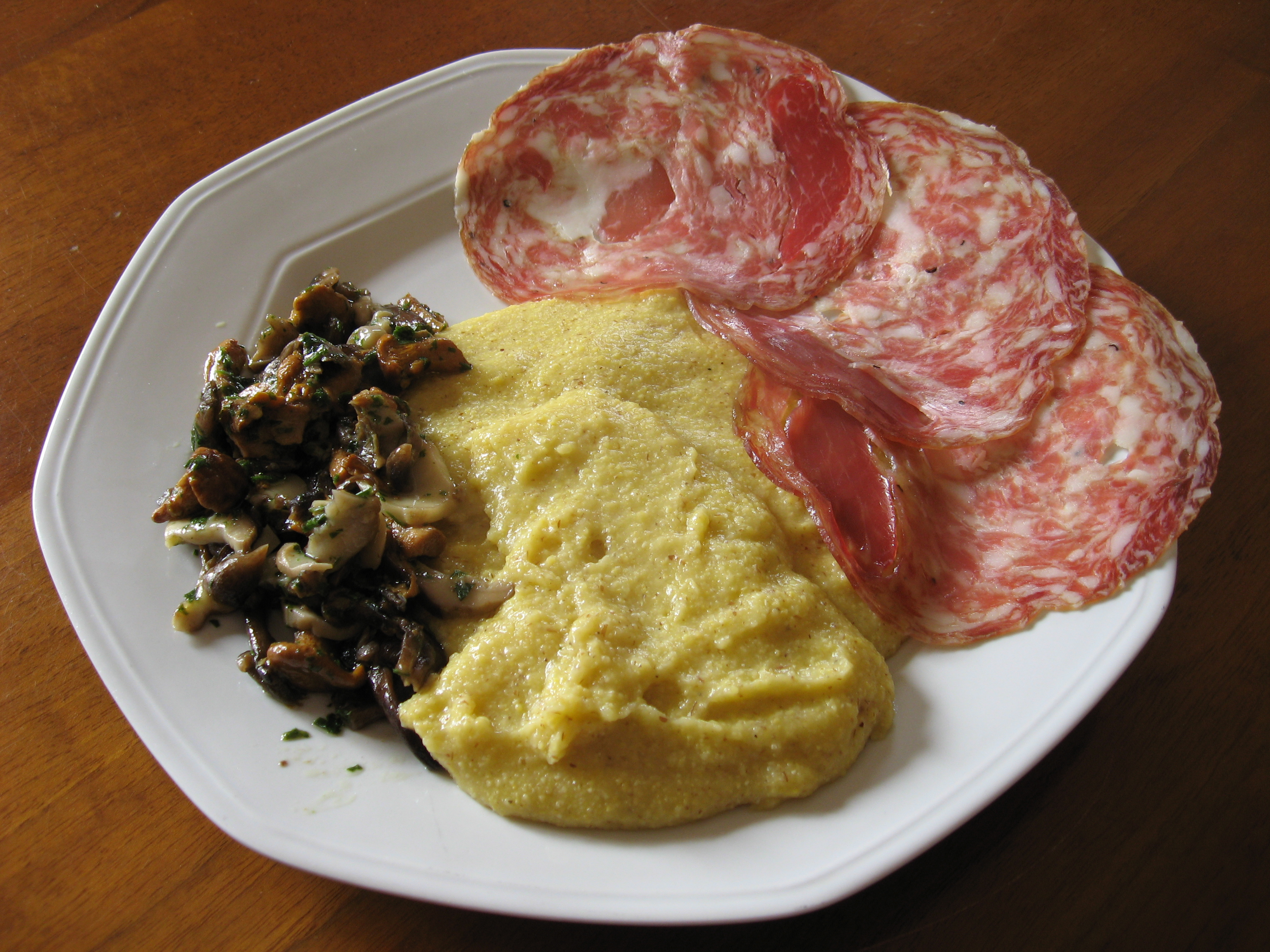
Polenta di farina gialla di Storo con sopressa vicentina e funghi.

- La polenta con i ciccioli,
è una ricetta diffusa nella maggior parte dell'Italia settentrionale, assumendo diverse denominazioni. I modi di cucinare la polenta con i ciccioli sono sostanzialmente due. Nel primo, i ciccioli vengono cotti con la polenta, aggiungendoli all'impasto in differenti fasi della cottura, in ossequio alla specifica tradizione locale, come nel caso della pulëinta e graséi, consumata nel Piacentino. Nel secondo modo, il più diffuso, i ciccioli vengono inseriti successivamente in una fetta di polenta abbrustolita, come nel caso della pulenta e grepule, tipica del Mantovano.
- La polenta all'erba amara,
piatto tipico della cucina mantovana, viene preparata con farina di mais, burro, erba di San Pietro e grana grattugiato[14].

### Veneto
- La polenta bianca,
piatto tipico del Trevisano, del Polesine, delle zone di Padova e, in generale, dell'entroterra veneziano, si fa con la farina del Mais Biancoperla, di colore appunto bianco.
- La polenta e osèi,
piatto tipico del Veneto e delle zone di Bergamo e Brescia. La sua caratteristica è quella di accompagnare la polente con uccelli (osèi=uccelli) di piccola taglia. Molto diffuso però l'accoppiamento della polenta con cünì/cönécc (coniglio) e altre carni cotte come brasati o arrosti.
- La polenta con le sepe, o seppie,
è un piatto della tradizione triestina e veneziana (spesso nella versione nera). A Trieste le alternative prevedono salsicce, uova strapazzate, gulasch o, nelle generazioni precedenti, prugne cotte.
- Nelle zone del Trentino meridionale si usa anche fare la "polenta di patate" e altri ingredienti che ne arricchiscono il sapore. Per fare quella di patate è sufficiente cuocere nell'acqua salata alcune patate a tocchetti che a cottura adeguata si pestano o si frullano aggiungendo farina di grano saraceno o misto di farine a piacere. Verso fine cottura si possono aggiungere tocchetti di salame locale, formaggi, cipolle soffritte o varianti personali.
- Polenta alla carbonara:
piatto tradizionale dei taglialegna e carbonai dei comuni facenti parte dell'Unione montana del Catria e Nerone, nelle Marche, realizzato con farina di mais, carne di maiale, pancetta e formaggio grattugiato. Ne esiste una versione ripassata in forno che si definisce "polentone alla carbonara".

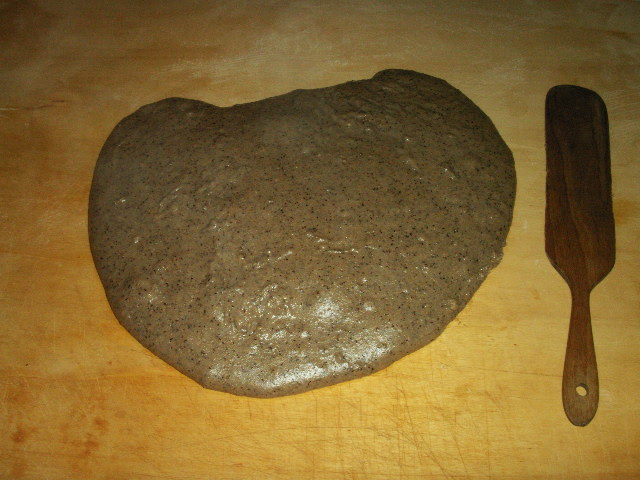
Polenta taragna sulla tavola di legno e coltella di legno.

### Emilia e Romagna
- Nella variante piacentina la pulëinta consa consiste di strati sottili di polenta ricoperti di sugo e alternati con un'abbondante spolverata di Grana Padano.
- La polenta saracena,
 è un piatto tipico dell'alta Val Tanaro, prende il nome dal grano saraceno.
- In Romagna la polenta viene preparata gettando un misto di due distinte farine di mais - fioretto (fine) e bramata (grossa) - nel paiolo contenente un pugno di fagioli cotti e la loro acqua. Chiamata talvolta paciarela perché piuttosto liquida (spesso la si mangia col cucchiaio), viene tipicamente condita con un sugo di salsiccia e pomodoro; nelle zone montane la si prepara anche con farina di castagne.
- Tipiche della Romagna anche la "polenta incassata" (pulénta incaséda), ossia una polenta un po' più soda messa in teglia, stratificata con besciamella, ragù di carne e parmigiano, poi passata in forno[15] e, in riviera (Rimini, Cattolica), la "polenta con le poveracce[16]" , ossia una polenta condita con sugo rosso di vongole lupino.

### Marche
- Nel centro Italia la polenta viene preparata più fluida e servita su una tavola rettangolare di legno (chiamata spiendola nelle Marche o spianatòra nell'Umbria centrale e meridionale) di ciliegio o pero intorno alla quale tutta la famiglia si siede per consumare il pasto. La cottura si effettua in un paiolo di rame troncoconico, continuamente mescolata con una cannella di legno di orniello o di nocciolo, chiamata "sguasciapallotti", che scioglie i grumi di farina di mais[17].

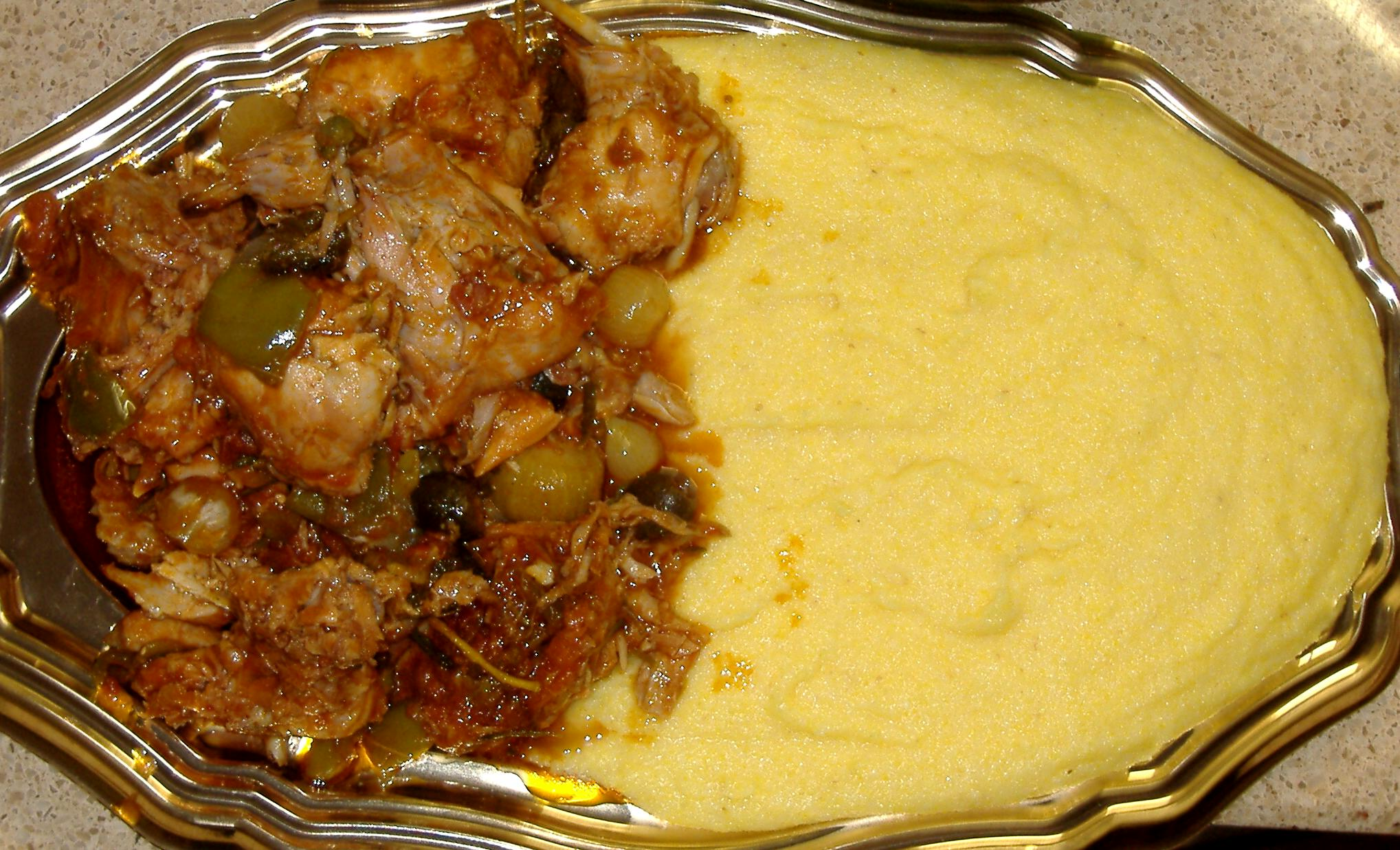
Polenta e coniglio in umido.

### Toscana
- In Toscana, dove la polenta viene consumata, oltre che nel modo tradizionale, anche fritta o cotta in forno (specie per quanto riguarda la polenta avanzata) ed esistono i crostini di polenta[18], sono tipiche la pattona e la polenta dolce, entrambe a base di farina di castagne, perlopiù consumata come dolce, ma un tempo, specie in montagna, erano utilizzate come contorno alla carne e anche al pesce o a piatti di verdura[19]. Nelle campagne, specialmente della provincia di Lucca, è comune il matuffo, noto in alcune zone come "polenda allargata", che consiste in una polenta relativamente poco densa, allargata su una tovaglia massiccia appena inumidita a formare uno strato di meno di un centimetro sul quale si spande il sugo, in genere di carne (cacciagione o ragù) o di funghi, ognuno preleva la propria parte a cucchiaiate (o più spesso a forchettate) facendo a gara a chi "pulisce" prima il proprio pezzetto.

### Lazio, Abruzzo, Molise
- Nel Lazio, nelle Marche, in Abruzzo e nel Molise la polenta viene consumata tradizionalmente con due tipi di condimento: il primo un sugo di pomodoro con spuntature di maiale e salsicce, il secondo in bianco, ovvero a base di un soffritto di aglio, olio, peperoncino, salsicce e guanciale oppure pancetta. Entrambi i condimenti possono essere arricchiti con una abbondante manciata di pecorino grattugiato. Ci sono varianti nelle diverse province della regione: per esempio nel Basso Lazio il sugo di salsicce e spuntature prevede che metà delle salsicce siano di fegato; inoltre una parte della polenta non viene coperta col sugo, ma con broccoletti stufati. Nelle zone interne dell'Abruzzo, come a Sulmona, la polenta viene anche infornata e cucinata in bianco con condimento di salsicce. A Pettorano sul Gizio il principale piatto tradizionale è la polenta rognosa condita con pezzetti di ventresca tagliata a quadratini e il macinato di maiale e impreziosita con il pecorino.

### Basilicata, Calabria
- La frascatula,
ricetta tipica lucana (ma anche siciliana e calabrese), si prepara con farina di granturco, una patata e strutto. Solitamente si accompagna con del sugo, oppure cotechino o salsiccia. È possibile servirla anche con del vino cotto[20].

### Sardegna
- La polenta di Sardegna,
nota anche come purenta, pulenta o farru (polenta di orzo), sarebbe nota sin dalla civiltà nuragica, come dimostrerebbero i vari mortai e altri strumenti d'epoca usati per la lavorazione di questo alimento e i residui fossili delle colture di piante graminacee utilizzate per ottenere tale farina e sin dal 3000 a.C.. Gli stessi Romani, che in epoca arcaica si cibavano di polenta di farro e orzo, tra il 238 a.C. e il 456 faranno della Sardegna, specialmente della pianura del Campidano, terra di coltivazione delle graminacee, preferendo tra i vari prodotti il grano, ingrediente base per creare la polenta e anche il pane. In tempi più vicini, il grano duro resta l'elemento maggiormente sfruttato per creare questo piatto, nonostante sia stata usata anche la castagna e la ghianda, per confezionare la preziosa farina, o altri prodotti quali l'avena e la segale, questi ultimi in uso durante il Medioevo e, in seguito, il riso. La farina gialla per preparare la polenta alla sarda è accompagnata da altri alimenti quali la salsiccia, il pecorino sardo, la pancetta magra, nonché verdure e ortaggi quali aglio, cipolla, carota, sedano, prezzemolo, necessari per aromatizzare e arricchire il piatto in questione[21].

### Generalià
- La polenta fritta è un primo piatto a base di polenta diffuso in Toscana, Umbria, Marche, Lazio, Campania, Puglia e Sicilia. A Napoli, Foggia, Bari e Messina i triangolini o rettangoli di polenta fritta sono detti scagliozzi o scagliuozzi e sono venduti nelle friggitorie. Si tratta di un piatto tipico della cucina povera barese e messinese. In Veneto la polenta viene fritta, salata e tradizionalmente consumata come snack.
- La polenta e salsiccia è una piatto diffuso con numerose varianti in numerose regioni italiane ed è già attestato dall'Artusi che lo proponeva in una particolare versione con polenta tenera di farina di grano turco e salsiccia in tegame con sugo, conserva di pomodoro e parmigiano[22].

## Piatti del mondo affini alla polenta

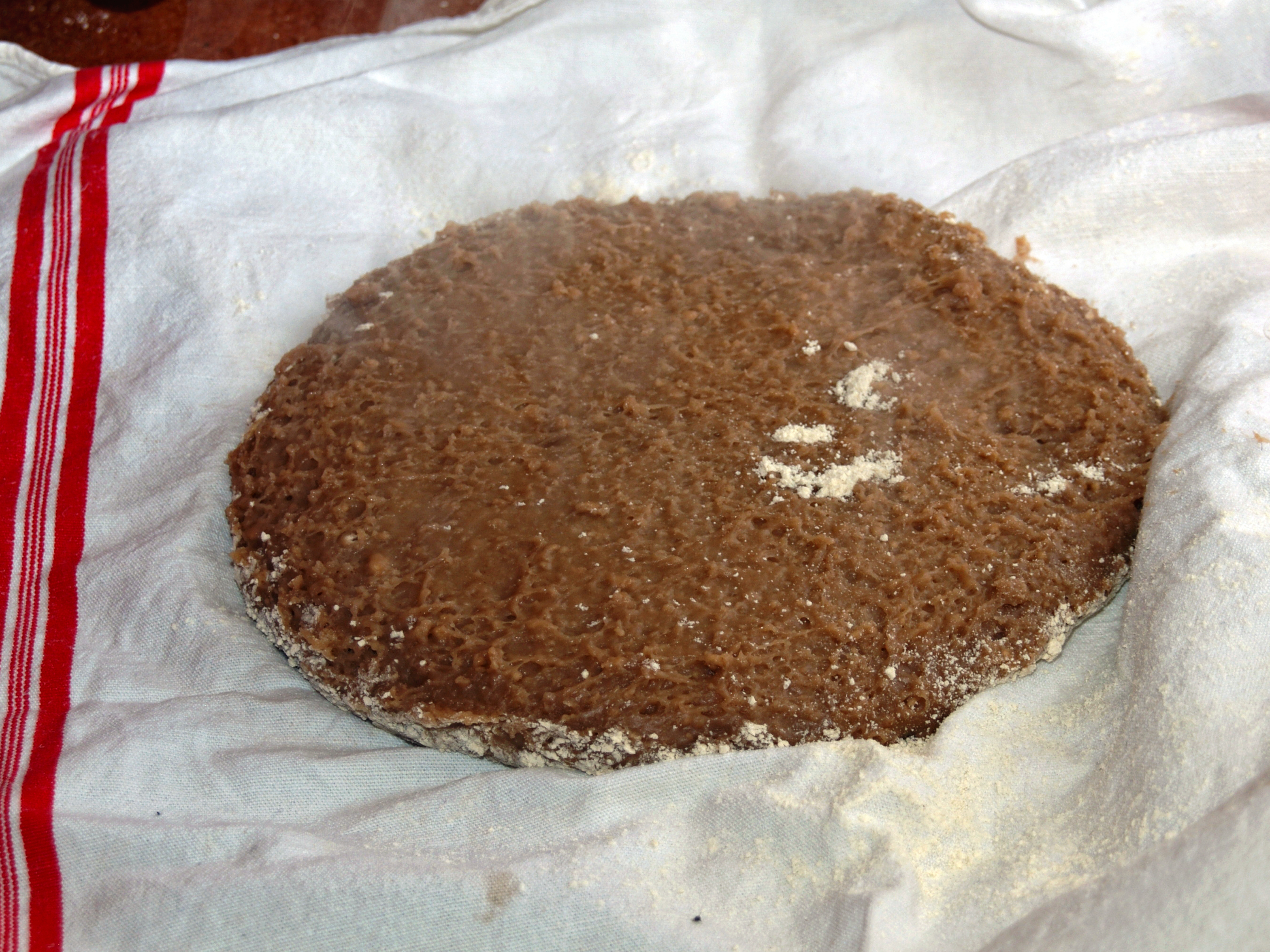
Pulenta castagnina corsa.

In Romania si cucina una polenta pressoché uguale a quella che si cucina nel nord italia, la mămăligă.
In Corsica è diffusa a' pulenta, piatto tradizionale della cucina dell'isola, preparata quasi sempre con la farina di castagne ricavata dai frutti prodotti dagli estesi castagneti presenti nell'isola.
Nelle Antille olandesi si prepara il funchi, del tutto analogo alla polenta, a base di farina di mais e consumato al posto del pane o del riso.
In Burundi si prepara una polenta con acqua e farina di manioca, senza sale, chiamata in kirundi con il nome di umutsima.
In Burkina Faso la polenta di miglio è l'alimento base nel regime alimentare burkinabé.
In Messico si preparano i tamales, preparati con una farina di mais nistagmalizzato (trattato con calce), avvolti in foglie di mais o banano ripieni di carne o ananas e cotti al vapore in una pentola di speciale fattura chiamata tamalera.

## Polenta nell'arte

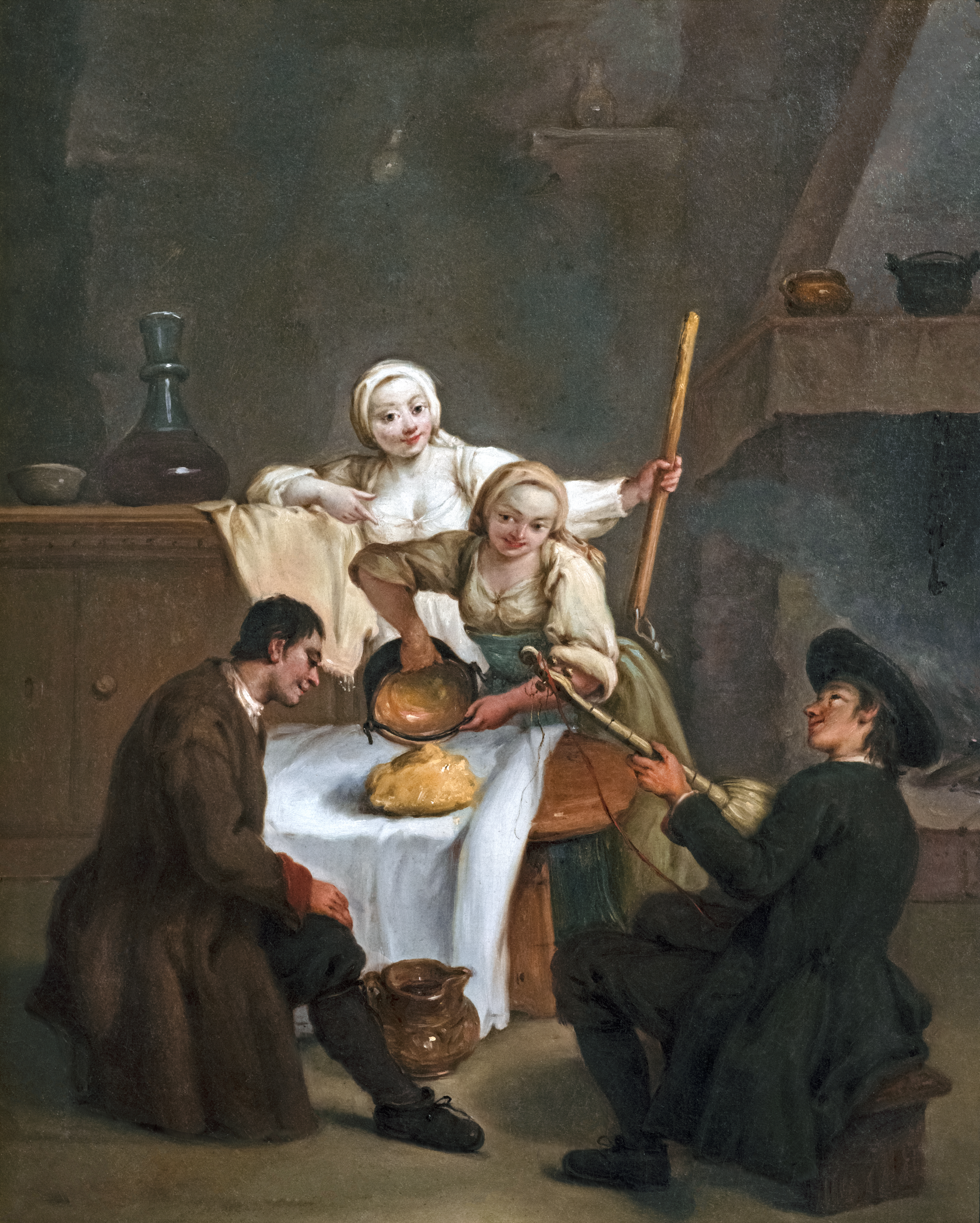
Pietro Longhi, La polenta.

La polenta quale alimento popolare è stata più volte raffigurata in dipinti, così come inserita in una certa citazione anche letteraria. Nella seconda metà del Settecento il Ludovico Pastò ne scrisse una lode inserita nel suo lavoro: I due brindisi. Carlo Porta scrisse una lode della pietanza con gli osei.
Il Manzoni inserì l'alimento in una scena del suo I promessi sposi, quale importante protagonista di una povera tavola del Seicento.
(Alessandro Manzoni, I promessi sposi, capitolo VI)